# Кришнан Сашикиран
Кришнан Сашикиран (в российских СМИ встречается также транскрипция Сасикиран) (англ. Krishnan Sasikiran; 7 января 1981, Мадрас, Индия) — индийский шахматист, гроссмейстер (2000).
Чемпион Азии (2003). Чемпион Индии (1999, 2002, 2003). В составе сборной Индии участник 9-и Олимпиад (1998—2014). Поделил 1—4 места в Аэрофлот Опене 2006 года.

## Изменения рейтинга
| Графики недоступны из-за технических проблем. См. информацию на Фабрикаторе и на mediawiki.org. |